# Evxinoúpolis
Evxinoúpolis (Efxeinoupoli) är en ort i Grekland.   Den ligger i prefekturen Nomós Magnisías och regionen Thessalien, i den centrala delen av landet, 160 km nordväst om huvudstaden Aten. Evxinoúpolis ligger 108 meter över havet och antalet invånare är 2 281.
Terrängen runt Evxinoúpolis är kuperad åt sydväst, men åt nordost är den platt.Runt Evxinoúpolis är det ganska glesbefolkat, med 24 invånare per kvadratkilometer. Närmaste större samhälle är Almyrós, 1,8 km öster om Evxinoúpolis. Trakten runt Evxinoúpolis består till största delen av jordbruksmark.